# William Strickland
William Strickland (Navesink, 12 novembre 1788 – Nashville, 6 aprile 1854) è stato un architetto, ingegnere, pittore e scenografo statunitense.

## Biografia

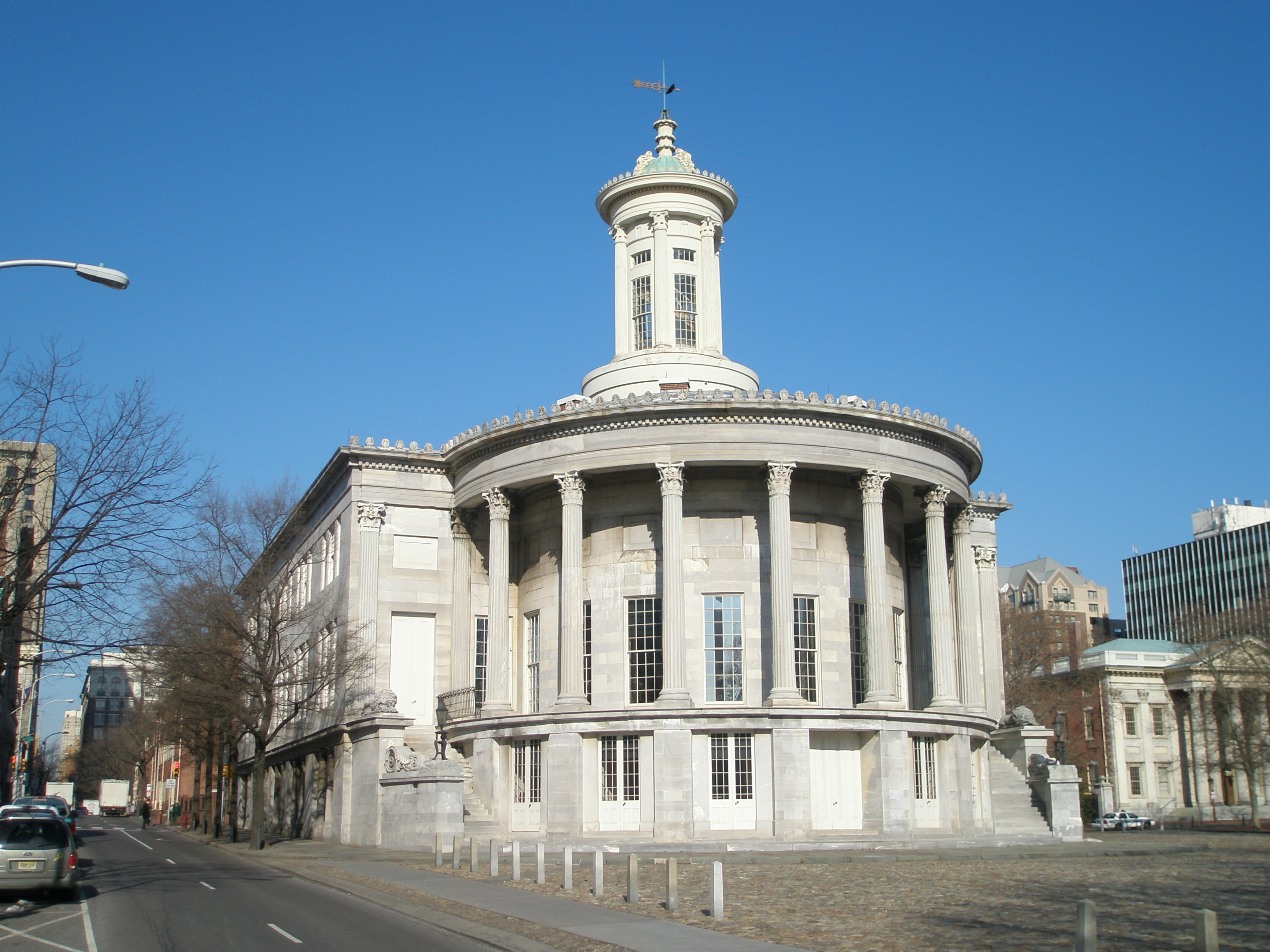
La Borsa di Filadelfia

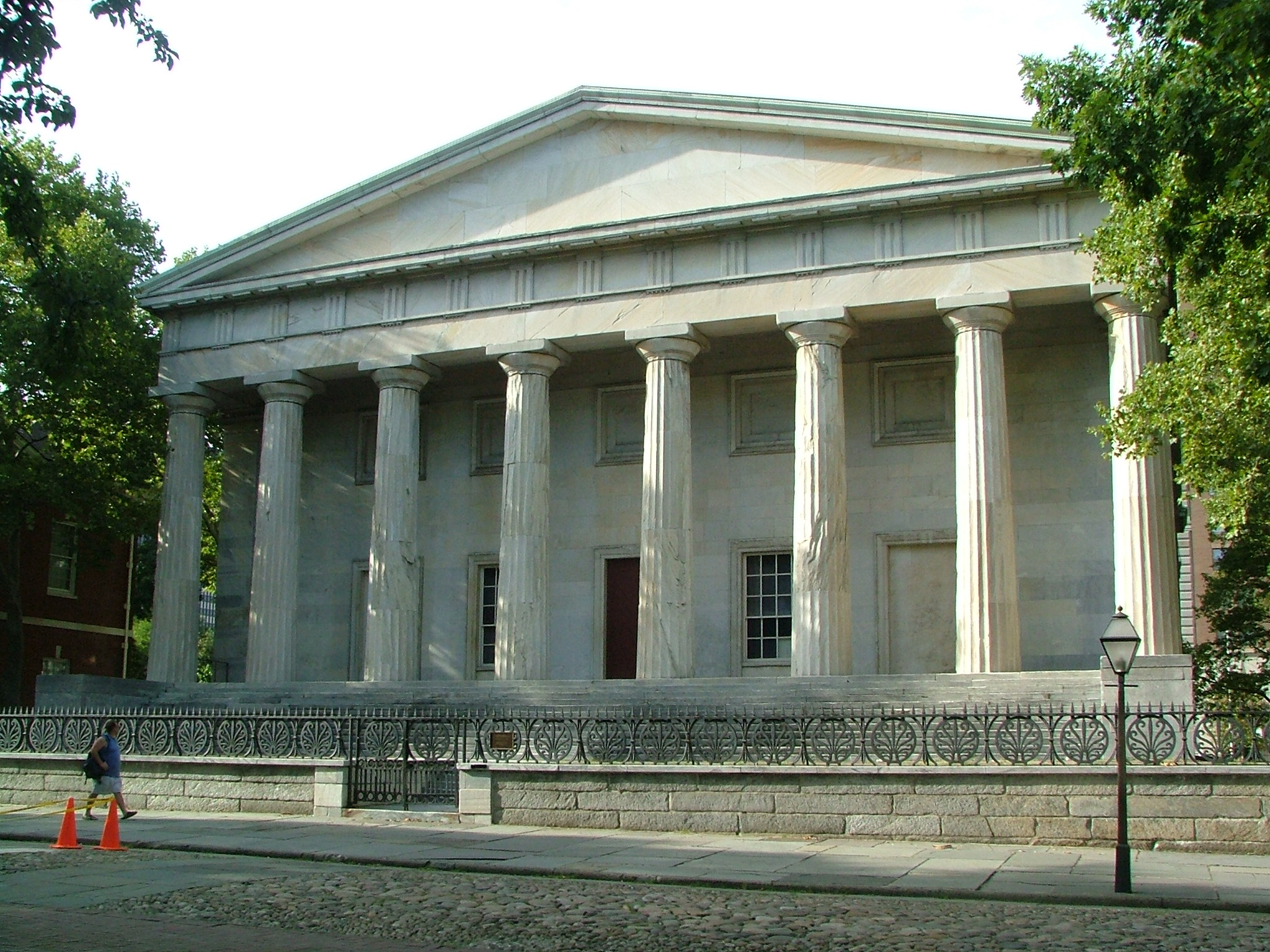
Second Bank of the United States

Allievo di Benjamin Latrobe, fu architetto neoclassico ed in particolare neogreco.
La sua prima opera di rilievo è la Second Bank of the United States, iniziata dopo il 1815 e in cui si richiama al modello del Partenone.
Suo è anche il Campidoglio di Nashville, mentre l'opera migliore di Strickland è da ricercarsi nella Borsa di Filadelfia, iniziata negli anni trenta del XIX secolo e caratterizzata da un forte richiamo al Monumento coregico di Lisicrate.